# Sikou (köpinghuvudort i Kina, Jiangxi Sheng, lat 29,35, long 117,81)
Sikou är en köpinghuvudort i Kina. Den ligger i provinsen Jiangxi, i den sydöstra delen av landet, omkring 200 kilometer öster om provinshuvudstaden Nanchang. Antalet invånare är 12 711. Befolkningen består av 6 206 kvinnor och 6 505 män. Barn under 15 år utgör 20,0 %, vuxna 15-64 år 70 %, och äldre över 65 år 8,0 %.
Runt Sikou är det ganska tätbefolkat, med 104 invånare per kvadratkilometer. Närmaste större samhälle är Zhongyun, 19,2 km sydväst om Sikou. I omgivningarna runt Sikou växer i huvudsak blandskog.
Genomsnittlig årsnederbörd är 2 672 millimeter. Den regnigaste månaden är juni, med i genomsnitt 444 mm nederbörd, och den torraste är oktober, med 51 mm nederbörd.